# Laques (diálogo)

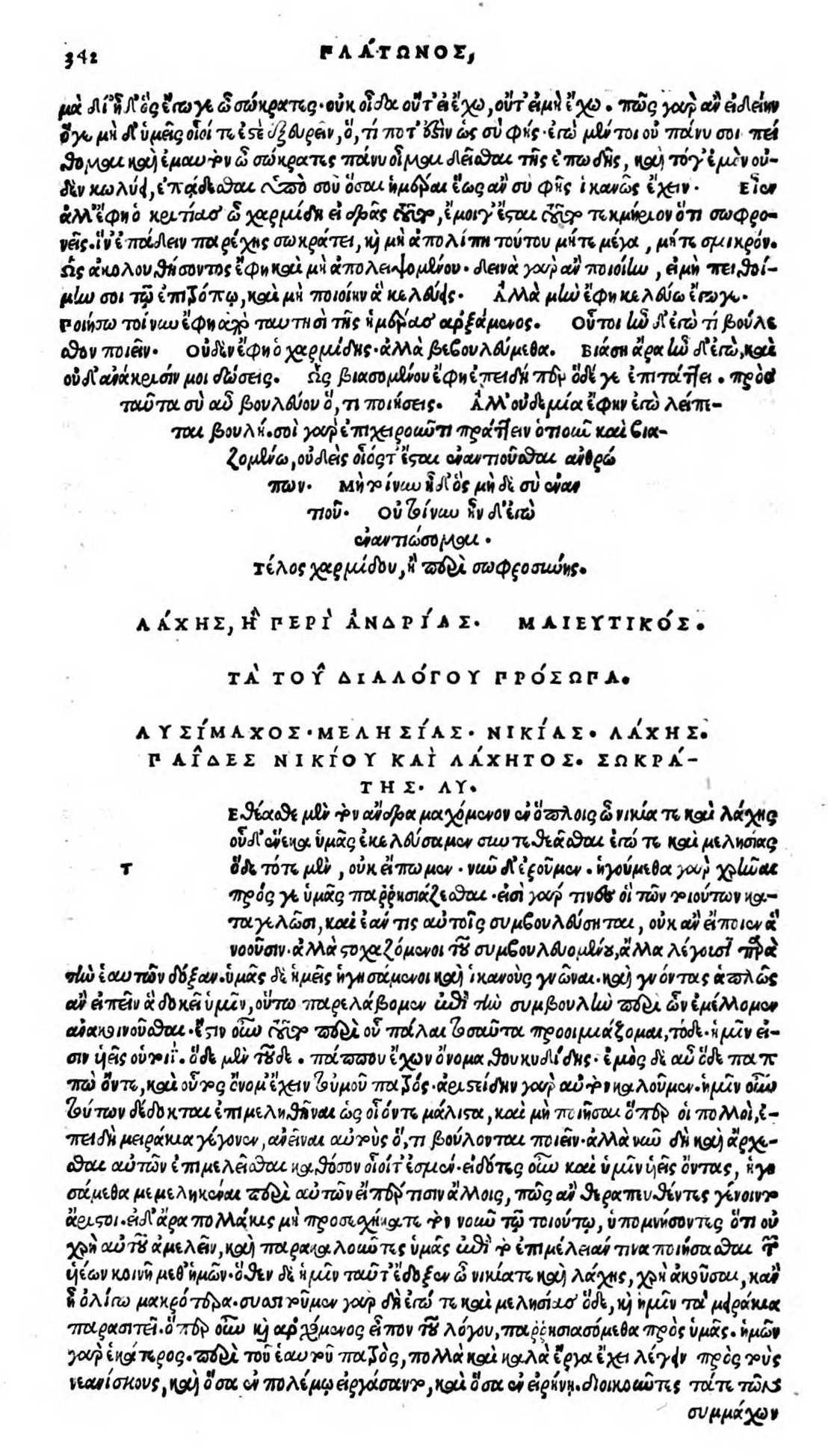
Edición original de Laques en griego

Laques, también conocido como Sobre la valentía (Λάχης ἢ Περὶ ανδρειας), es un diálogo platónico que trata sobre el tema de la valentía. Pertenece, junto con, Eutifrón, Cármides, Apología, Critón, Gorgias y Protágoras (diálogo perteneciente a los primeros pasos de Platón en su filosofía) a los diálogos iniciales, también llamados Diálogos socráticos.
Laques (y el grupo de escritos ya nombrados) se caracteriza por ser la forma en la que Platón inicia sus caminos y deja evidencia escrita de la vida de su maestro y sus métodos. En él se puede encontrar una estructura simple, calcada íntegramente sobre la realidad que corresponde sobre poco más o menos a una conversación anudada por casualidad. Por su punto de partida y por su mira, por el método inductivo aplicado en ellos y por la sección de los ejemplos aducidos.
Este diálogo presenta junto con los llamados diálogos iniciales una semejanza típica, inspirada visiblemente en el prototipo real que se desea imitar. Razón por la que se atiene a un tono fácil de una verdadera conversación. Sin embargo el idioma ático que se utiliza no tiene paralelo en la literatura griega, por su espontaneidad.

## Protagonistas
Los protagonistas de este diálogo son:
1. Lisímaco: padre de Arístides el Justo.
2. Melesías: padre de Tucídides.
3. Laques: General de los atenienses.
4. Nicias: General de los atenienses.
5. Sócrates: Maestro.

## Resumen
El escrito comienza con la invitación de Nicias y Laques, por parte de Lisímaco y Melesias (personaje mudo) a la exhibición de un experto en hoplomaquía (enseñanza exacta del uso de armamento de lucha pesado). Esta invitación tiene por fin conocer su opinión sobre la conveniencia de entrenar a sus hijos en la práctica. Nicias y Laques se dan muestras de interés y elogian la intención pero Laques, quien ve a Sócrates, se inclina por consultarle.
Nicias, quien se encontraba en deuda con el maestro de Platón por conseguir de Damón "hombre muy valioso en todos los sentidos como compañero de los jóvenes", sea maestro de música de su hijo, confirma el interés de Sócrates por la educación. Lisímaco se muestra encantado con la noticia y termina Laques por contar un relato sobre su conducta en el campo de batalla.
El maestro (Sócrates) dando muestra de su templanza replica que les corresponde a los mayores hablar primero y se muestra interesado en añadir lo que buenamente pueda. Nicias y Laques, quienes no están de acuerdo ni en los méritos de este adiestramiento ni en lo que respecta a la calidad de los instructores, dan lugar a que la palabra de Sócrates sea la que ocupara el lugar de voto decisivo. Este, como es característico en él, contesta que no es el número, sino el saber el que debe resolver la cuestión y eleva la discusión al insistir en la necesidad de definir el arte sobre el que le consultan y la finalidad que están buscando en él. La finalidad es la formación de carácter (psychaí) de sus hijos. Sócrates, nuevamente utiliza una respuesta característica y se muestra impotente ante las competencias de este arte. Propone preguntarles a Nicias y Laques qué enseñanzas les ha otorgado su práctica y cuales han alcanzado sin necesidad de ella. Los invitado de Lisímaco y Melesias se muestran de acuerdo con someterse a Sócrates quien se muestra a gusto y comienza su análisis.
Comienza por definir que parte del areté es relevante en la lucha con armas para cumplir con la finalidad buscada y con el avance del diálogo terminan por definirlo: el "valor".
El proceso comienza por Laques:
Dice Laques: "Cualquiera que se mantenga en su posición y combata al enemigo es valiente"
Dice Sócrates: Incluso en los asuntos militares hay casos, que vienen hasta en los manuales, en los que los valientes lucharán mejor en retirada, y además el valor puede darse en otras muchas esferas (en el mar, contra la enfermedad o la pobreza, e incluso en la resistencia ante los deseos y los placeres).
¿Puede Laques decirle qué es lo idéntico del valor en todos los casos?
A continuación, a causa de la intervención de Sócrates, comienza un proceso de mayéutica en el que Laques, buscando dar con la correcta definición de valor, se dice que es "una especia de perseverancia del alma". Ambos se ponen de acuerdo en afirmar que el valor es algo hermoso y bueno y puede haber una perseverancia insensata. A causa de esto llegan a definirlo como sabia perseverancia, pero no en todo, ya que el gastar dinero que sabemos que vamos a recuperar no puede ser definido como valor.
"El hombre que resiste en la batalla cuando le favorece el número de los que combaten a su lado y la situación le es favorable es más sabio que el que resiste en circunstancias adversas pero, ¿es más valiente?" así mismo dice "el hombre que se rehúsa a combatir con otro hombre es un cobarde, no posee las virtudes del guerrero virtuoso,  porque laques hay hombre en la gimnástica que poseen músculos fuertes pero no el valor de usarlos en combate" 
A es esta pregunta Laques torna por responderla de forma negativa y comienza a ser sometido por Sócrates. Pasadas unas líneas del diálogo, el cuestionado se siente poco acostumbrado a este tipo de discusiones y abandona, confesando su fracaso.
Ante el desanimo de su primer ayudante, Sócrates torna por pedirle ayuda a Nicias, quien le brinda el recuerdo de lo que muchas veces le escuchó decir. "Todo el mundo es bueno en aquello en lo que es sabio. Entonces, si el valiente es bueno, el valor es valor es una especie de saber". Tal muestra de sabiduría lleva a poner celoso a Laques, quien comienza una discusión que culmina, luego de un cruce de palabras entre Nicias y Laques, con tres observaciones de Sócrates:
1. El valor, como han acordado ya, es una parte de la virtud (areté), que tiene otras partes, como la templanza y la justicia.
2. El temor es la espera de un mal futuro.
3. El saber, en cualquier campo, puede ocuparse igualmente de su objeto en sus aspectos pasados, presentes o futuros, ya sea en medicina, en agricultura, en la ciencia militar o en cualquier otra disciplina.

## Fecha
Muchos son los criterios para ubicarlo con precisión y la mayoría cuenta con razones altamente subjetivas.
A rasgos generales Ghutrie comenta algunos escritores del tema que intentan ubicarlo: "Ciertas características remiten al Protágoras" (Leisegang). "Después del Protágoras, pero antes que el Lisis, el Carmenides y el Eutifrón" (Wilamowitz). "Tal vez la obra más temprana de Platón" (Dieterle, 1966), "Claramente la primera del grupo de los diálogos de definición" (Gauss). Este último piensa de esta manera por su "forma más primitiva y embarazosa".
En definitiva, y en palabras del mismo autor de la Historia de la Filosofía Griega el diálogo puede ser situado como uno de los primeros y de una época contemporánea y anterior al Protágoras
Por otro lado Werner Jaeger sostiene, en su obra titulada Paideia, la posibilidad de que tanto este diálogo como los así llamados diálogos socráticos fueron escritos antes de la muertes del mismo Sócrates. Allí mismo, ante la falta de objetividad, se ve obligado a afirmar que en los últimos tiempos el criterio ha cambiado y se los sitúa antes de la muerte de su maestro.
Ante la imposibilidad de ser acertada la fecha en la que el autor publicó este diálogo solo se puede afirmar que es uno de sus primero escritos.

## Problema de laareté
El inicio del problema lo plantean de manera distinta diferentes comentaristas. Por ejemplo, según Werner Jaeger, el problema se hace lógico cuando aparece la conciencia adquirida por Platón en Sócrates y en sus indagaciones, la cual se despliega con total magnitud en sus obras posteriores a Protágoras.
Ya antes de acercarse a Sócrates, Platón fue iniciado en el arte de la filosofía por Cratilo, partidario de Heráclito. Lo que lleva a que los primeros diálogos platónicos no nacieran solamente de la duda, sino del tránsito de la teoría del constante fluir a las investigaciones de Sócrates basadas en encontrar la verdad permanente. 
El Laques es un claro ejemplo, el problema se ofrece como una variante del mismo problema fundamental en los diálogos iniciales. Problema que se ve desarrollado en la totalidad de las obras iniciales: el problema de lo que es el areté.
A primera vista, el diálogo parece exponernos una serie de investigaciones sueltas sobre el concepto de "Valor"  y vemos a Sócrates y a sus interlocutores esforzarse por determinar la esencia de la virtud. Pero al contrario de lo que podría definirse como un principiante dando los primeros pasos fracasados por un campo aún no explorado teóricamente, dice Jaeger, se ve un acicate que nos estimula a seguirnos debatiendo con el problema. Razón que se ve clara en el final del diálogo, momento en el que Sócrates declara que será necesario volver sobre el mismo problema más adelante. Lo que deja en el lector una tensión filosófica de espíritu educativo.
En el curso de la conversación, que se inicia con una pregunta acerca de la esencia de la virtud (valentía) nos vemos llevados constantemente a la confesión de que esta tiene que ser necesariamente un saber que, al indagar su objeto, se revela como el conocimiento del bien. En esta equiparación de la virtud al saber reconocemos la consabida paradoja de Sócrates, pero al mismo tiempo presentimos que palpita una fuerza nueva que no se propone solamente representar al maestro, sino que hace suyo su problema y se esfuerza en desarrollarlo.
El carácter sistemático de su método se revela, siempre de la mano de Jaeger, sobre todo en el hecho de que va abordando en esto diálogos (socráticos), como problema, una virtud tras otra. En efecto, cuando a lo largo de sus intentos de determinar lo que es cada virtud vemos como se revela constantemente, al llegar al apogeo de la investigación, que aquella tiene que consistir por fuerza en el conocimiento del bien, este avance nos hace percibir claramente que el espíritu estratégico que lo dirige proyecta toda la fuerza de su ataque sobre el problema de saber cual es la naturaleza de ese conocimiento que Sócrates buscaba en vano en el hombre y que, sin embargo, tiene que hallarse escondido en algún lugar del alma, ya que sin él el hombre no podría alcanzar su verdadera perfección, y cuál es la naturaleza del objeto sobre el que recae, la naturaleza del "bien".
Sin embargo, hay quienes optan por tomar estos diálogos como el ocio poético del Platón de la juventud. Estos pensadores, siguiendo el hilo de Jaeger, se inclinan a separar los diálogos socráticos de los de fecha posterior y aún quienes les reconocen algún carácter filosófico los consideran documentos de un período puramente socrático. Carentes completamente de un contenido propio. Por esta razón son concebidos como investigaciones éticas de Sócrates, y su valor sería simplemente histórico. Según el autor de "Paideia".